# Sociedad Gimnástica Española de San José
Sociedad Gimnástica Española de San José – kostarykański klub piłkarski z siedzibą w San José.

## Historia
Sociedad Gimnástica Española został założony 11 czerwca 1911 roku w San José i był jednym z założycieli zespołów obecnej Primera División de Costa Rica. Zespół zdobywał wicemistrzostwo 7 razy i zagrał ponad 400 gier.
W 1925 roku jako pierwszy zespół z Kostaryki wyjechał w podróż międzynarodową, udał się do Gwatemali i zagrał trzy mecze, w których zwyciężył.
Na początku lat 60. XX wieku po reformie systemu lig piłkarskich w Kostaryce Gimnástica Española miała zagrać pięć gier, aby uczestniczyć w najwyższej lidze kostarykańskiej. Ale z awansem nie powiodło się i zakwalifikował się do Liga Mayor (II liga). Z czasem spadł do amatorskich lig, a następnie znikł.

## Sukcesy

### Trofea międzynarodowe
Nie uczestniczył w rozgrywkach CONCACAF (stan na 31-05-2014).

### Trofea krajowe
| \| \| Zdobyte trofea w rozgrywkach Kostaryki (stan na: 1-01-2014) \| |                                                             |      |                                          |
| Rozgrywki                                                            | Osiągnięcie                                                 | Razy | Sezon(y)                                 |
| · Mistrzostwo                                                        | I miejsce                                                   | 0    |                                          |
| · Mistrzostwo                                                        | II miejsce                                                  | 7    | 1921, 1928, 1930, 1933, 1937, 1938, 1942 |
| · Mistrzostwo                                                        | III miejsce                                                 | 0    | 0                                        |
| · Puchar                                                             | zdobywca                                                    | 0    |                                          |
| · Puchar                                                             | finalista                                                   | 0    |                                          |
| II liga                                                              | I miejsce                                                   | 0    |                                          |
| II liga                                                              | II miejsce                                                  | 0    |                                          |
| II liga                                                              | III miejsce                                                 | 0    |                                          |
| Kostaryka                                                            | Zdobyte trofea w rozgrywkach Kostaryki (stan na: 1-01-2014) |      |                                          |

- Nacional de Tercera División (III liga):
  - mistrz: 1972